# Лыженков, Валерий Вениаминович
Валерий Вениаминович Лыженков (9 июля 1964) — советский и российский футболист, защитник, полузащитник.
Воспитанник ДЮСШ «Шахтёр» Караганда. В первенстве СССР играл за команды второй лиги «Шахтёр» Караганда (1982—1984, 1989), «Нефтяник» Фергана (1984—1985), «Селенга» Улан-Удэ (1985—1988), «Экибастузец» Экибастуз (1990), «Звезда» Иркутск (1991).
В первенстве России играл в первой лиге (1992—1996) и втором дивизионе (1997—1999) за «Звезду» (1992—1997) и «Селенгу» (1998—1999). В первенстве КФК выступал в составе клуба «Энергис» Иркутск (2001—2002).